# Buschberg
Der Buschberg liegt im Bezirk Mistelbach, ist die höchste Erhebung der Leiser Berge und darüber hinaus im niederösterreichischen Weinviertel. Er hat eine Meereshöhe von 491 m ü. A. Nebengipfel ist das  Steinmandl (480 m ⊙).

## Lage und Landschaft
An klaren Tagen überblickt man vom Kreuz, das auf der Plateaufläche des mittelalterlichen Hausbergs errichtet wurde, das gesamte Wiener Becken bis zu den 100 km südlich aufragenden Gipfeln der Kalkalpen, insbesondere den Wiener Hausbergen Schneeberg und Rax.

## Geschichte, Erschließung und Bebauung

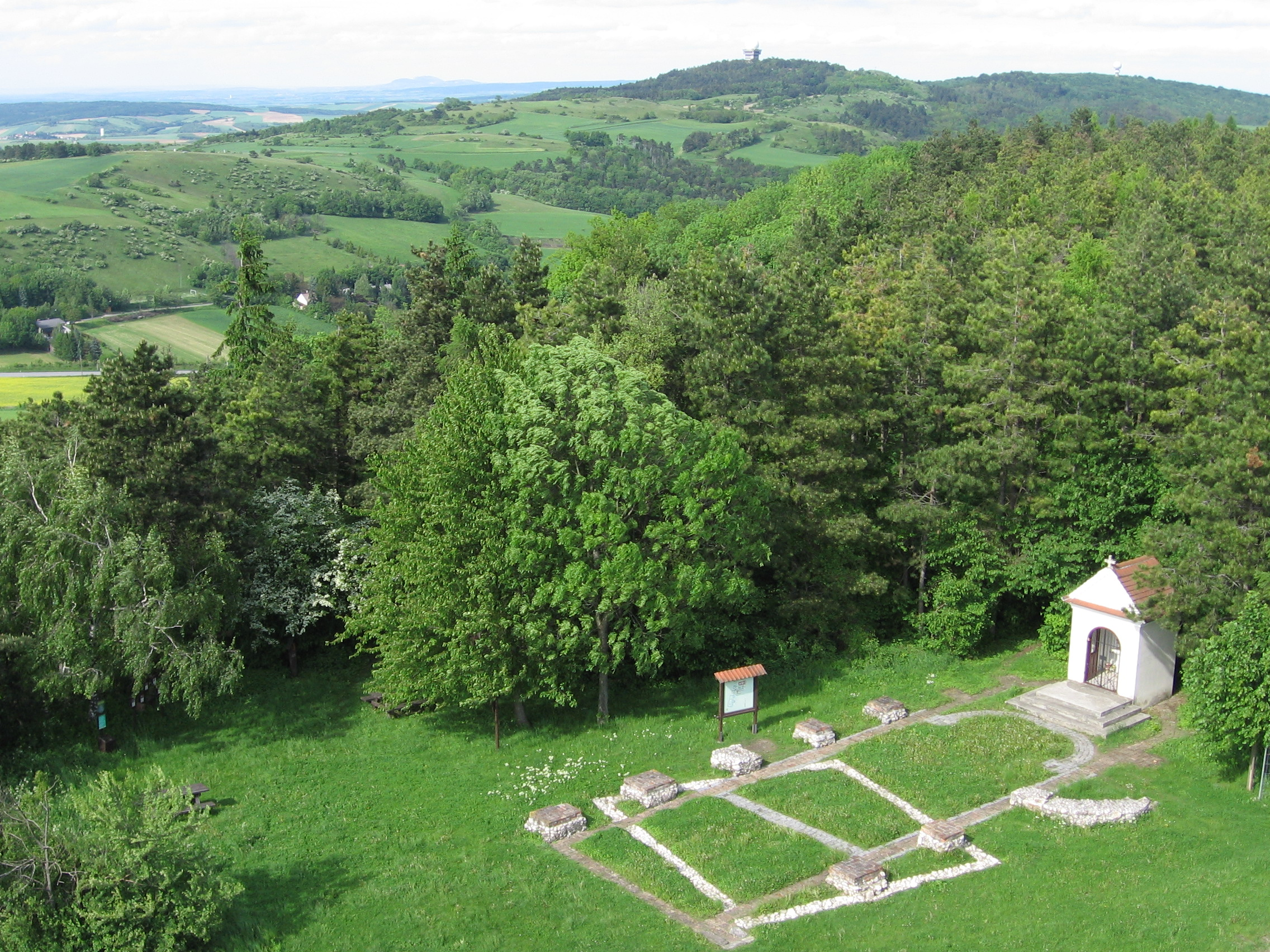
Blick vom Oberleiser Berg zum Buschberg

Der Name Buschberg rührt nicht vom heutigen ‚Busch‘ her, sondern von althochdeutsch pusk ‚Beule‘. Damit ist die Anordnung mit den anderen Bergen in der Umgebung gemeint.
Das Gebiet rund um den Buschberg war schon frühzeitig besiedelt, wie archäologische Funde zeigen. So wurde bei Ausgrabungen ein römisches Haus gefunden, von dem angenommen wird, dass es von Römern für einen Germanen gebaut wurde, da das Gebiet nördlich des Donaulimes liegt und daher nie römisch war. Der westlichste Gipfel, der die beste Aussicht bietet, ist von einem vorgeschichtlichen Verteidigungs-Ringwall umgeben.

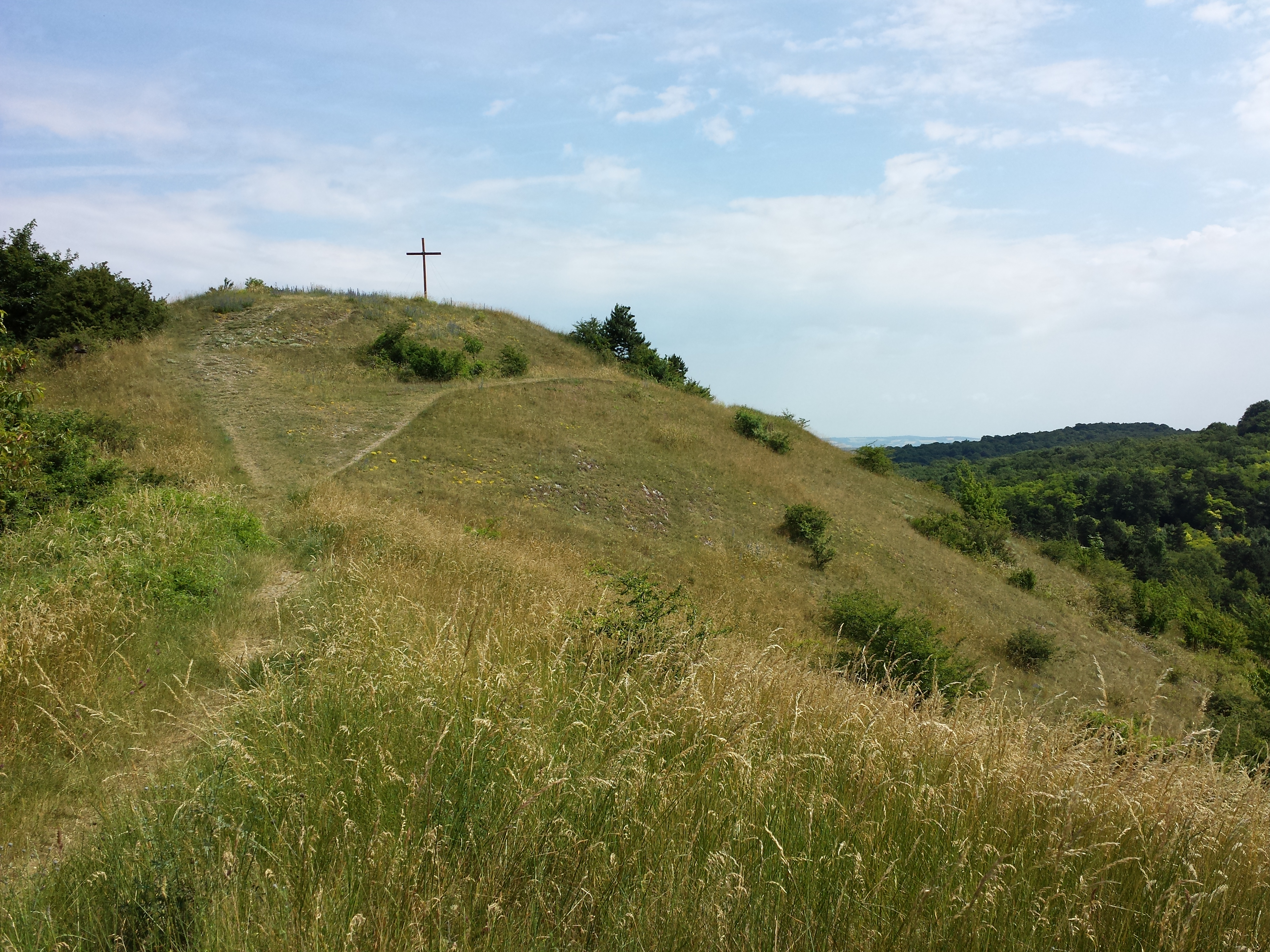
Der ehemalige Hausberg am südlichen Vorgipfel des Buschbergs.

Auf dem 485 m ü. A. hohen südlichen Vorgipfel des Buschbergs, heute in der Gemeinde Niederleis gelegen, wurde im Mittelalter eine kleine, befestigte Hausberganlage errichtet, die vermutlich als Warte genützt wurde. Die Kuppe wurde durch einen Einschnitt vom Hauptstock abgetrennt und ein 5 bis 8 Meter hoher ovaler Kegelstutz herausgearbeitet. Dieser trägt eine rund 24 mal 9 Meter große Plattform. In der mittleren Höhe des Kegelmantels kann man noch eine Stufe erkennen, welche den ehemaligen Wehrgang trug. Der Fuß des Kegels wurde durch einen umlaufenden Wall geschützt. In der Bevölkerung trägt die Anlage den Namen „Simperlberg“ und „Schwedenschanze“. Möglicherweise wurde die Kuppe tatsächlich noch während des Einfalls der Schweden in Niederösterreich 1645 während des Dreißigjährigen Krieges als Warte militärisch verwendet. Heute beherbergt der Abhang des Hausbergs eine naturschutzfachlich interessante Rasensteppe, welche dem Vegetationsverband Stipo-Festucetum valesiacae zugerechnet wird.
In der Nähe des Gipfels steht die Buschberghütte, mit nur 484 m die tiefstgelegene Hütte des Alpenvereins, diese ist über den Weinviertelweg 632 sowie den Jakobsweg Weinviertel zu erreichen. Am Hauptgipfel befindet sich das Flugsicherungsradar der Austro Control zur Überwachung der Zivilluftfahrt in der Osthälfte Österreich. Der weithin sichtbare Turm mit dem großen Radom hat eine Höhe von fast 40 m. Auf dem Nebengipfel Steinmandl etwas östlicher steht eine Radarstation des österreichischen Bundesheeres, die zum militärischen Luftraumüberwachungssystem Goldhaube gehört. Es handelt sich seit 2009 um eine Phased-Array-Antenne des Typs RAT-31DLS, die eine 1985 installierte Anlage vom Typ RAT-31S ersetzte. Sie besitzt eine Reichweite von 500 km mit Rundumerfassung von 360° und kann Transpondersignale von Flugzeugen in bis zu 450 km Entfernung erfassen.
Heute liegt um den Buschberg der Naturpark Leiser Berge mit seiner speziellen Vegetation.